# Danny Bank
Daniel „Danny“ Bernard Bank (* 17. Juli 1922 in New York City; † 5. Juni 2010 ebenda) ist ein amerikanischer Jazz-Baritonsaxophonist, Klarinettist und Flötist. Er spielte im Gil-Evans-Orchester mit Miles Davis.

## Leben und Wirken
Zu Beginn seiner musikalischen Karriere spielte Danny Bank bei Charlie Barnet 1942–44, Benny Goodman 1945, Jimmy Dorsey und Paul Whiteman 1946/47, danach unter anderem mit Artie Shaw 1949/50, Tommy Dorsey 1950/51 und erneut bei Barnet. In den 1950er-Jahren arbeitete Bank in New York vorwiegend als Studiomusiker; er wurde dann bei vielen Big-Band-Produktionen als Ensemblespieler verpflichtet, so bei Aufnahmen von Charlie Parker, Dizzy Gillespie 1954/55, Rex Stewart, dem Sauter-Finegan Orchestra, bei Cannonball Adderley, Urbie Green, Clifford Brown und Helen Merrill, Art Farmer, Wes Montgomery, Quincy Jones, Jimmy Smith, Chico O’Farrill, Tony Fruscella und Gigi Gryce (Nica’s Tempo, 1955).
Am bedeutendsten war aber seine Mitwirkung bei der Kooperation des Gil-Evans-Orchesters mit Miles Davis von 1957 bis 1960, bei der die legendären Alben Miles Ahead 1957, Porgy and Bess 1958 sowie Sketches of Spain 1960 entstanden sind. 1961 spielte Bank auch beim Carnegie Hall Concert von Miles Davis mit. In den 1960er Jahren wirkte er an weiteren Big-Band-Aufnahmen, wie Charles Mingus’ (Pre-Bird, 1960), Stanley Turrentine 1965, Johnny Hodges 1966/67 und Sonny Rollins’ Alfie (1966) mit.
1970 arbeitete er bei Louis Armstrong; 1986 bei Benny Goodman. 1989 wirkte er bei Gunther Schullers Ensemble bei einer Japan-Tournee mit. Mitte der 1990er gehörte er noch der Jimmy Heath Big Band an.
In den 1990er Jahren spielte Danny Bank auf dem Album Out Of This World von Loren Schoenberg mit.

## Diskographische Hinweise
- The Sauter-Finegan Orchestra – New Directions In Music (RCA Victor, 1953)
- Helen Merrill: Helen Merrill (EmArcy Records, 1954)
- Urbie Green: Urbie – East Coast Jazz/6 (Bethlehem Records, 1955)
- Tony Scott: The Complete Tony Scott (RCA Victor, 1956)
- Jimmy Rushing: Little Jimmy Rushing And The Big Brass (Columbia Records, 1958)
- Charles Mingus: Pre-Bird (Mercury Records, 1960)
- Stanley Turrentine: Joyride (Blue Note Records, 1965)
- Sonny Rollins: Alfie (Impulse! Records, 1966)
- Loren Schoenberg : Out of This World (TCB, 1997)

mit Miles Davis (als Satzmusiker)
- Miles Ahead (1957); Porgy And Bess (1958); Sketches of Spain (1960); Miles Davis at Carnegie Hall (1961)
(alle bei Columbia Records erschienen)